# داون لاك
داون لاك (بالإنجليزية: Dawn Lake)‏ هي ممثلة أسترالية، ولدت في 20 يناير 1927، وتوفيت في 2006.

## وصلات خارجية
- داون لاك على موقع IMDb (الإنجليزية)
- داون لاك على موقع قاعدة بيانات الفيلم (الإنجليزية)